# Buzásbocsárd község
Buzásbocsárd község (románul: Comuna Bucerdea Grânoasă) község Fehér megyében, Romániában. Központja Buzásbocsárd, beosztott falvai Kornujalja, Pânca, Székelyhegytanya.

## Népessége
A 2011-es népszámlálás adatai alapján a község népessége 2235 fő volt.

## Története
2006-ban alakult meg a korábban Alsókarácsonfalva községhez tartozó Buzásbocsárd, Kornujalja, Székelyhegytanya és Pânca falvakkal.